# Восьмой кабинет Инёню
Восьмой кабинет Инёню — 26-й состав правительства Турецкой республики, действовавший с 20 ноября 1961 по 25 июня 1962. Был сформирован в результате первых после государственного переворота 1960 года выборов и стал результататом коалиции между Республиканской народной партии (РНП) и партией Справедливости (ПС), поэтому также известен как коалиционное правительство Инёню. 22 февраля 1962 года была предпринята новая попытка государственного переворота, организованная полковником Талятом Айдемиром, но власти сумели её подавить.

## История
27 мая 1960 года в Турции произошёл государственный переворот, в результате которого было свергнут президент Турции Махмуд Баяр и правительство Демократической партии, возглавляемое Аднаном Мендересом. К власти пришёл Комитет национального единства. Демократическая партия была запрещена, ряд членов свергнутого правительства были отданы под суд, по итогам которого сам Мендерес, а также министр иностранных дел Фатин Рюштю Зорлу и министр финансов Хасан Полаткан были приговорены к смертной казни и повешены. Ещё один член свергнутого правительства, министр здравоохранения Лютфи Кырдар, умер во время суда.
15 октября 1961 года в Турции прошли парламентские выборы, по итогу РНП набрала 36,7 % голосов, ПС 34,8 %. Таким образом, РНП получила в Великом национальном собрании 173 места из 450, а ПС — 158. Премьер-министр Исмет Инёню, член РНП, вступил в коалицию с ПС и сформировал первое в истории Турецкой республики коалиционное правительство. Инёню пытался примирить бывших лидеров переворота 1960 года с ПС, которая называла себя наследницей Демократической партии. Войдя в правительство, ПС попыталась вновь разрешить деятельность Демократической партии, а также добиться амнистии её осуждённым после переворота членам. По итогу это привело к расколу внутри коалиционного правительства и 25 июня 1962 года Инёню распустил его.

## Состав
| Должность                                        | Изображение | Имя                      | Дата начала полномочий | Дата окончания полномочий | Партия       |
| ------------------------------------------------ | ----------- | ------------------------ | ---------------------- | ------------------------- | ------------ |
| Премьер-министр                                  |             | Исмет Инёню              | 20 ноября 1961         | 25 июня 1962              | РНП          |
| Вице-премьер                                     |             | Али Акиф Эйидоган        | 20 ноября 1961         | 25 июня 1962              | ПС           |
| Государственные министры (министры без портфеля) |             | Турхан Фейзиоглу         | 20 ноября 1961         | 25 июня 1962              | РНП          |
| Государственные министры (министры без портфеля) |             | Авни Доган               | 20 ноября 1961         | 23 мая 1962               | РНП          |
| Государственные министры (министры без портфеля) |             | Хыфзы Огуз Беката        | 23 мая 1962            | 25 июня 1962              | РНП          |
| Государственные министры (министры без портфеля) |             | Неджми Октен             | 20 ноября 1961         | 25 июня 1962              | ПС           |
| Государственные министры (министры без портфеля) |             | Нихат Су                 | 20 ноября 1961         | 25 июня 1962              | ПС           |
| Министр юстиции                                  |             | Кемаль Сахир Курутлуоглу | 20 ноября 1961         | 25 июня 1962              | беспартийный |
| Министр обороны                                  |             | Ильхами Санчар           | 20 ноября 1961         | 25 июня 1962              | РНП          |
| Министр внутренних дел                           |             | Ахмет Топалоглу          | 20 ноября 1961         | 25 июня 1962              | ПС           |
| Министр иностранных дел                          |             | Селим Сарпер             | 20 ноября 1961         | 26 марта 1962             | РНП          |
| Министр иностранных дел                          |             | Феридун Джемаль Эркин    | 26 марта 1962          | 25 июня 1962              | беспартийный |
| Министр финансов                                 |             | Шефик Инан               | 20 ноября 1961         | 25 июня 1962              | РНП          |
| Министр образования                              |             | Хильми Инджесулу         | 20 ноября 1961         | 25 июня 1962              | РНП          |
| Министр общественных работ                       |             | Эмин Паксют              | 20 ноября 1961         | 25 июня 1962              | РНП          |
| Министр торговли                                 |             | Ихсан Гюрсан             | 20 ноября 1961         | 25 июня 1962              | ПС           |
| Министерство здравоохранения                     |             | Сюлейман Суат Серен      | 20 ноября 1961         | 25 июня 1962              | ПС           |
| Министр таможни и монополий                      |             | Шевкет Пулатоглу         | 20 ноября 1961         | 25 июня 1962              | ПС           |
| Министр сельского хозяйства                      |             | Джавит Орал              | 20 ноября 1961         | 25 июня 1962              | ПС           |
| Министр транспорта                               |             | Мустафа Джахит Акьяр     | 20 ноября 1961         | 25 июня 1962              | ПС           |
| Министр труда и социального обеспечения          |             | Бюлент Эджевит           | 20 ноября 1961         | 25 июня 1962              | РНП          |
| Министр промышленности                           |             | Фетхи Челикбаш           | 20 ноября 1961         | 25 июня 1962              | РНП          |
| Министр культуры и туризма                       |             | Кемран Эвлияоглу         | 20 ноября 1961         | 25 июня 1962              | ПС           |
| Министр строительства                            |             | Мехмет Мухиттин Гювен    | 20 ноября 1961         | 25 июня 1962              | ПС           |